# الحيد الاحمر (الحد)

تعديل مصدري - تعديل

الحيد الأحمر هي إحدى قرى عزلة الحد بمديرية الحد التابعة لمحافظة لحج، بلغ تعداد سكانها 45 نسمة حسب تعداد اليمن لعام 2004.